# Misión imposible 2
Misión: Imposible 2 (en inglés, Mission: Impossible 2 o M:I-2) es una película dirigida por John Woo y protagonizada por Tom Cruise. Es la segunda entrega de la serie cinematográfica Misión imposible, que a su vez está basada en la serie de televisión homónima. La película fue filmada a finales de 1999.

## Argumento
Ethan Hunt mientras estaba de vacaciones, la fuerza de Misión Imposible (FMI) lo alerta de que alguien ha utilizado su identidad para ayudar al experto ruso en bioquímica Dr. Vladimir Nekhorvich de Biocyte Pharmaceuticals a entrar en los Estados Unidos, pero estrelló intencionadamente el avión comercial en el camino. Nekhorvich, un viejo amigo de Ethan, había advertido al FMI de su llegada, planeando entregar un nuevo virus llamado  Quimera y su cura, Bellerophon, los cuales se vio obligado a desarrollar por Biocyte, en manos del FMI. Con el accidente del avión, al FMI le preocupa que el virus esté a la luz, creyendo que el agente rebelde del FMI Sean Ambrose está detrás del incidente. La FMI asigna a Ethan para recuperarlo. A Ethan le dicen que puede utilizar a dos miembros de su equipo para que lo ayuden, pero la tercera persona que lo ayudará debe ser Nyah Nordoff-Hall, una ladrona profesional que actualmente opera en Sevilla, España, ya que podrá conseguirlo siendo la exnovia de Ambrose.
Después de reclutar a Nyah, Ethan se reúne con su equipo, el experto en informática Luther Stickell y el piloto Billy Baird, en Sídney, Australia, donde se encuentran los laboratorios Biocyte junto con la sede de Ambrose. Mientras Ethan y los demás vigilan a Biocyte, Nyah se acerca a Ambrose y comienza a encontrar información relacionada con el virus Quimera. En un evento de carreras de caballos, Ambrose se reúne tranquilamente con el CEO de Biocyte, John C. McCloy, y le muestra un video del virus Quimera que afecta a uno de los colegas de Nekhorvich tomado de Biocyte, usando las imágenes para chantajear a McCloy a cooperar con ellos. Nyah puede robar el video el tiempo suficiente para transferirlo a Ethan y su equipo, quienes descubren que el virus Quimera tiene un período de inactividad de 20 horas antes de causar la muerte mediante la destrucción masiva de los glóbulos rojos de la víctima. Esto se refleja en varias imágenes cada vez más gráficas, que muestran a la víctima muerta después de 37 horas. Bellerophon solo puede salvar a la víctima si se usa dentro del período de 20 horas.
El equipo de la FMI secuestra a McCloy y descubre que Nekhorvich en realidad se había inyectado Quimera, la única forma en que podía contrabandear el virus de Biocyte, y que tenía todas las muestras conocidas de Bellerophon, ahora actualmente en manos de Ambrose. Ambrose ha chantajeado a McCloy para que le venda el virus por 37.000.000 de libras esterlinas y le ha prometido devolverle las muestras de Belerofonte. El equipo de Ethan planea irrumpir en Biocyte y destruir el virus. Ambrose, haciéndose pasar por Ethan, engaña a Nyah para que revele el plan de Ethan. Ambrose protege a Nyah y se prepara para atacar a Biocyte él mismo para proteger el virus. Ethan puede destruir todas las muestras del virus menos una antes de que Ambrose lo interrumpa y comience un tiroteo. Ethan se entera de que Ambrose sostiene a Nyah y deja de disparar, durante lo cual Ambrose le ordena a Nyah que recupere la última muestra. Cuando lo hace, se inyecta, evitando así que Ambrose simplemente la mate para conseguirlo. Mientras Ambrose toma a Nyah, Ethan escapa del laboratorio y comienza una cuenta regresiva de 20 horas antes de que el virus se apodere del cuerpo de Nyah.
Ambrose opta por dejar que Nyah deambule aturdida por las calles de Sydney y ordena a McCloy que le entregue suficiente control de Biocyte para convertirlo en el accionista mayoritario, o de lo contrario la infección de Nyah provocará una pandemia que matará a 17 millones de personas solo en Australia; El plan de Ambrose es hacer una fortuna cuando los precios de las acciones de Biocyte se disparen debido a la demanda de Bellerophon. El equipo de Ethan puede localizar e infiltrarse en la reunión, robar las muestras de Belerofonte y eliminar a muchos de los hombres de Ambrose. Luther y Billy localizan a Nyah, que ha deambulado hasta un acantilado con la intención de suicidarse para evitar que Chimera se propague. Mientras los dos agentes del FMI llevan a Nyah a Ethan, él y Ambrose se pelean a puñetazos y se vuelven locos con Ambrose. Con poco tiempo restante en la cuenta regresiva de 20 horas, Ethan finalmente toma ventaja sobre Ambrose y lo mata a tiros, y luego Luther le inyecta a Nyah Bellerophon. Ethan informa a la FMI sobre el éxito de la misión. El FMI borra los antecedentes penales de Nyah y Ethan comienza sus vacaciones con ella en Sídney.

## Reparto
| Actor            | Personaje               |
| ---------------- | ----------------------- |
| Tom Cruise       | Ethan Hunt              |
| Thandie Newton   | Nyah Nordoff-Hall       |
| Ving Rhames      | Luther Stickell         |
| Dougray Scott    | Sean Ambrose            |
| Brendan Gleeson  | John C. McCloy          |
| Richard Roxburgh | Hugh Stamp              |
| John Polson      | Billy Baird             |
| Rade Šerbedžija  | Dr. Vladimir Nekhorvich |
| Anthony Hopkins  | Swanbeck                |

## Producción

### Desarrollo[5]
Poco después del lanzamiento de la primera película de Misión Imposible (película), Oliver Stone se adjuntó a un proyecto de secuela y escribió un borrador del guion. Pero finalmente abandonó el proyecto cuando Tom Cruise decide ir a filmar  Eyes Wide Shut 'de Stanley Kubrick. Finalmente son los chinos John Woo quienes se hacen cargo de la realización de la película.

### Distribución de roles[7]
Solo Tom Cruise y Ving Rhames estuvieron presentes en la  primera película.
Dougray Scott rechazó el papel de Wolverine en   X-Men  de Bryan Singer para asumir el de Sean Ambrose en  Misión imposible 2 . En cuanto al papel protagonista femenino, es Tom Cruise quien sugiere Thandie Newton, que había filmado con su entonces pareja Nicole Kidman en "Flirting" (1991) de  John Duigan.
El papel de Swanbeck se ofreció originalmente a Ian McKellen, pero no estaba disponible. En última instancia, es Anthony Hopkins fue el elegido. Mientras tanto, Steve Zahn fue elegido para interpretar a Billy Baird.

### Rodaje[8]
La  filmación tuvo lugar principalmente en Australia (en Sídney, en particular en Fox Studios Australia, en  La Perouse  ...), sino también en Estados Unidos ( Azusa, Los Ángeles ...). La escena de la escalada se rodó en Utah.

### Música[9]
La banda sonora fue compuesta por Hans Zimmer e incluye la voz de Lisa Gerrard. Incluye canciones como el tema central de Limp Bizkit "Take a Look Around", así como Metallica: "I Disappear". "Scum of the Earth" por Rob Zombie, "My Kind Of Scene" por Powderfinger, "Iko-Iko" por Zap Mama, "Deslizándote" de Saúl Hernández y "Rocket Science" por The Pimps.

### Banda sonora[12]
'Mission: Impossible 2'   es un álbum de partitura original de Hans Zimmer para la película de 2000  Mission: Impossible 2 . Lisa Gerrard proporcionó contralto pistas vocales para ciertas pistas en su segunda colaboración con Hans Zimmer en el mismo año junto con Gladiador (película).

Todas las canciones escritas y compuestas por Hans Zimmer. 
| N.º | Título                       | Duración |  |
| 1.  | «Hijack»                     | 4:09     |  |
| 2.  | «Iko Iko»                    | 3:23     |  |
| 3.  | «Seville»                    | 4:32     |  |
| 4.  | «Nyah»                       | 2:20     |  |
| 5.  | «"Mission: Impossible Theme» | 0:39     |  |
| 6.  | «The Heist»                  | 2:22     |  |
| 7.  | «Ambrose»                    | 2:37     |  |
| 8.  | «Bio-Techno»                 | 1:42     |  |
| 9.  | «Injection»                  | 4:49     |  |
| 10. | «Bare Island»                | 5:30     |  |
| 11. | «Chimera»                    | 1:42     |  |
| 12. | «The Bait»                   | 1:00     |  |
| 13. | «Mano a Mano»                | 4:22     |  |
| 14. | «Mission Accomplished»       | 1:44     |  |
| 15. | «Nyah and Ethan»             |          |  |

## Crítica
En general, la crítica no se interesó demasiado en la película, y los mayores (y escasos) puntos positivos fueron para el director John Woo, aunque a gran parte del público le decepcionó bastante:

’’El poder del film para transformarse y exaltarse irracionalmente es casi una religión en Woo, y una de las razones para explicar por qué es un director a cuyas películas quieren ir los chicos’’
Kenneth Turan; ‘’Los Angeles Times’’

’’La verdadera estrella de la película es el director Woo, que toma el control de la última tecnología para crear brillantes escenas de acción’’
Desson Thomson; ‘’The Washington Post’’

‘’A ratos divertida y agradable, pero nunca gozosa, es una sesión elemental de cine trola. Lo que en la primera parte era un duelo de ingenios, aquí lo es de coces [...] No aporta nada, salvo toques de su simpático delirio.’’
Ángel Fdez. Santos; ‘’El País’’

’’[...] John Woo filma una cosa, no una película [...] Una secuencia resume bien el disparate: Tom Cruise, a todo tren, recupera de un puntapié una pistola caída en el suelo, la caza en el aire y dispara con una puntería que ni Guillermo Tell. Tan tremebundo como suena.’’
Fernando Morales; ‘’El País’’